# Zeng Jianhang
Zeng Jianhang (chinesisch 曾建航, Pinyin Zēng Jiànháng; * 17. September 1998) ist ein chinesischer Hürdenläufer, der sich auf die 110-Meter-Distanz spezialisiert.

## Sportliche Laufbahn
Erste internationale Erfahrungen sammelte Zeng Jianhang bei den Leichtathletik-U20-Weltmeisterschaften 2016 in Bydgoszcz, bei denen er mit 13,90 s in der ersten Runde ausschied. 2018 gewann er bei den Hallenasienmeisterschaften in Teheran in 13,74 s die Silbermedaille hinter dem Kuwaiter Abdulaziz al-Mandeel. Im August nahm er erstmals an den Asienspielen in Jakarta teil und wurde dort in 13,65 s Sechster. Im Jahr darauf erreichte er bei den Asienmeisterschaften in Doha in 13,85 s den siebten Platz. Anschließend schied er bei den World Relays in Yokohama in der Pendel-Teamstaffel mit 57,54 s im Vorlauf aus, qualifizierte sich aber im Hürdensprint für die Weltmeisterschaften in Doha, bei denen er mit 13,68 s in der Vorrunde ausschied. Anschließend gewann er bei den Militärweltspielen in Wuhan in 13,53 s die Silbermedaille hinter dem Russen Sergei Schubenkow.
2019 wurde Zeng chinesischer Meister über 110 Meter Hürden sowie im 60-Meter-Hürdenlauf.

## Persönliche Bestzeiten
- 110 m Hürden: 13,45 s (+1,2 m/s), 7. Juni 2019 in Chongqing
- 60 m Hürden (Halle): 7,62 s, 20. März 2019 in Hangzhou